# Onthophagus wangi
Onthophagus wangi là một loài bọ cánh cứng trong họ Bọ hung (Scarabaeidae).